# Asadata Dafora
Asadata Dafora, pseudonimo di Austin Dafora Horton (Freetown, 4 agosto 1890 – Harlem, 4 marzo 1965), è stato un compositore, produttore teatrale e attivista sierraleonese naturalizzato statunitense; musicista multidisciplinare, fu uno dei primi africani a introdurre la musica africana per tamburo negli Stati Uniti, all'inizio degli anni '30. I suoi sforzi artistici abbracciarono più campi, ma è ricordato per il suo lavoro nella danza e nella musica.
Dafora era un artista poliedrico, talentuoso nell'opera e nel canto da concerto, nella danza, nella coreografia e nella composizione. Nel 1934 Dafora creò Kykunkor (La donna strega), una produzione musicale/teatrale di successo utilizzando autentica musica e danza africana ed è considerato uno dei pionieri della danza nera in America

## Primi anni
Austin Dafora Horton nacque nel gruppo etnico creolo il 4 agosto 1890 a Freetown, in Sierra Leone, figlio di John Johnnie Warner M. Horton, il tesoriere della città di Freetown e sua moglie, una pianista da concerto. Dafora crebbe in una famiglia privilegiata; il cognome Horton proveniva dal suo bisnonno, Moses Pindar Horton, uno schiavo africano liberato originario del Benin. La sua sorellastra era Constance Cummings-John, una nota panafricanista creola.
Nato in una famiglia in vista, Dafora ricevette un'educazione europea presso la Wesleyan School di Freetown. Tuttavia mantenne sempre un vivo interesse per lo studio della cultura africana indigena, in particolare le tradizioni e le lingue e conosceva 17 distinti dialetti africani. Da giovane Dafora viaggiò in Europa e studiò in diversi teatri d'opera in Italia per migliorare la sua formazione musicale. Il suo passaggio dalla musica corale alla danza avvenne per pura coincidenza. Affermò di essere andato a uno spettacolo di canzoni dell'Africa occidentale in un locale notturno tedesco nel 1910 e, sopraffatto dalla nostalgia di casa, si scatenò in una danza tradizionale africana. La sua esibizione fu così ben accolta che il proprietario del club lo incaricò di formare un gruppo di ballerini per celebrare l'apertura del Canale di Kiel. Durante un tour con la sua compagnia di ballo Dafora rimase colpito da quanto fossero ignoranti le persone sull'Africa e dedicò il resto della sua carriera a rivelare alle persone la cultura africana.

## Dafora arriva a New York
Nel 1929 Asadata Dafora fece un viaggio a New York per cercare di perseguire la sua carriera di musicista. Aveva allora 39 anni.
Nonostante il suo talento, all'inizio della Grande Depressione le carriere formative creative erano difficili da affermare, in particolare per gli artisti africani stranieri. Tuttavia i suoi rapporti con un gruppo di uomini africani presso la National African Union lo riportarono presto ai suoi interessi per la danza africana. La compagnia che formò si chiamava Shogolo Oloba, in seguito ribattezzata Federal Theater African Dance Troupe (Compagnia di danza africana del Teatro federale) e si sforzò di ritrarre la cultura africana in una luce complessa e sofisticata, non solo una serie esotica di spettacoli misteriosi. Poiché si sforzò per far sì che il suo lavoro fosse autentico, Dafora preferì usare ballerini nativi africani e insegnare loro i dialetti africani così come le tecniche di esecuzione. A Dafora è attribuito lo sviluppo del dramma-danza, un tipo di produzione che integra pienamente la narrativa e il canto negli spettacoli di danza. Inoltre Dafora fu il primo a organizzare con successo il rituale africano in una produzione teatrale in stile occidentale. La sua prima opera, Kykunkor (Donna Strega), completata nel 1931, era basata sul folclore africano. Fu data in anteprima nel 1934 e fu un successo così travolgente che dovette trasferirsi in un teatro più grande per accogliere tutto il pubblico.
Le sue percussioni compaiono anche in un successo teatrale del 1936, il Macbeth tutto nero (Voodoo Macbeth) di Orson Welles si esibisce ad Harlem, a Broadway e in tour, Awassa Astrige/Ostrich (1932), Zunguru (1940) e Batanga (1941). È anche coautore di una trasmissione radiofonica con Orson Welles intitolata Trangama-Fanga. Intorno al 1950 Dafora fondò l'Accademia del Jazz. È stato anche il soggetto di un film di Kinsley Mbadiwe intitolato The Greater Tomorrow.

## Kykunkor

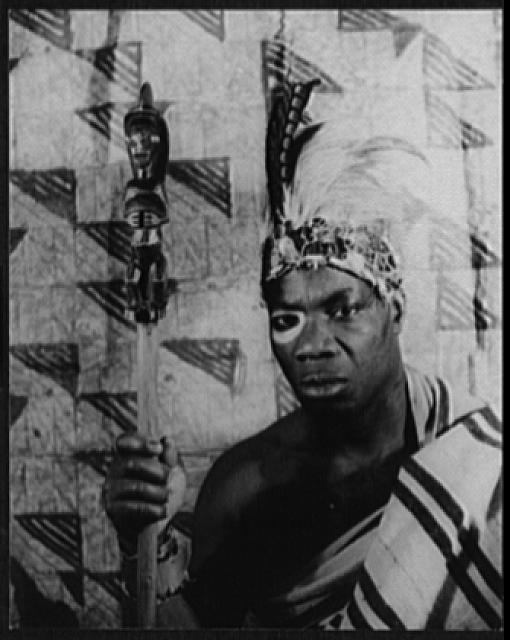
Chief Burah a Kykonkor (1935)

Kykunkor, o The Witch Woman (La donna strega), fu prodotta al Little Theatre sulla 44ª Strada Ovest, a New York City. Nel 1934 uno studio sulla 23ª Strada Est nominò l'Unity Theatre per la nuova opera in anteprima all'inizio di maggio. Il musical/dramma di Dafora è la storia di uno sposo maledetto da uno stregone di nome Kykunkor e dei tentativi di questo sposo di rimuovere la maledizione.
Il pubblico era composto da sole sessanta persone "ma dopo la favorevole recensione di John Martin sul New York Times del 9 maggio, 425 persone apparvero quella sera, 200 dei quali dovettero essere allontanati a causa di un teatro traboccante". (Forse questo non è accurato: il Little Theatre aveva 300 posti quando fu costruito nel 1912. Nel 1924 era stato ampliato fino al 599). Per merito dell'importante recensione di Martin, lo spettacolo si spostò in luoghi più grandi e continuò a essere presentato per quattro mesi a delle platee gremite di publico.
Il cast era formato da diciotto uomini e donne, un mix di artisti africani e afroamericani. Lo spettacolo era colorato ed eccitante, con musica dal vivo e tamburi continui e stimolanti e il pubblico era esposto a una "festa visiva di uomini e donne neri seminudi, che atteggiavano, si contorcevano, giravano vorticosamente, danzando in modo follemente vitale...". I membri bianchi del pubblico americano considerarono lo spettacolo con i preconcetti sulla cultura africana, che per loro era primitiva. I movimenti dei ballerini alludevano alla "natura, agli animali e alle funzioni basilari del vivere, specialmente al sesso..." In un'epoca in cui la danza americana dei concerti era dominata dall'austerità e da un'enorme enfasi sulla lotta dell'eroina individuale, come con i pezzi di Martha Graham e Humphrey-Weidman, lo spettacolo luminoso, vivace ed esotico di Dafora era un'alternativa vivace e accattivante. Anche la mascolinità dei ballerini maschi e l'interesse crescente della cultura africana tra gli artisti bianchi moderni e gli intellettuali negli Stati Uniti e in Europa portarono molta attenzione su Kykunkor.
Ma Kykunkor era niente di più che un semplice pezzo eccitante, fu un'innovazione. Kykunkor fu "la prima opera presentata negli Stati Uniti con autentiche danze africane e musica, eseguita in lingua africana da un cast di origine prevalentemente africana". "Kykunkor dimostrò che i ballerini neri che lavorano con materiale della propria eredità avrebbero potuto avere successo sul palco dei concerti americani". Tuttavia allo stesso tempo rafforzò il concetto che i ballerini neri potevano essere accettati nella scena di danza solo se ballavano nei generi "primitivi" della danza; la danza concertistica americana ed europea ad alto livello era un posto per artisti bianchi ed europei. Il critico John Martin, pur lodando la danza, dichiarò anche che "dai negri non ci si può aspettare che facciano balli ideati per un'altra razza." Asadata Dafora aprì il campo della danza da concerto agli artisti neri, ma solo più avanti nel secolo I ballerini neri americani avrebbero cominciato ad essere riconosciuti come artisti seri e meritevoli nella danza da concerto americano.

## Ritorno in Sierra Leone
Nel 1960 Asadata Dafora ritornò in Sierra Leone dove divenne il direttore culturale della nuova nazione indipendente. I suoi contributi al mondo della danza influenzarono molti artisti del futuro, in particolare artisti afroamericani come Pearl Primus e Katherine Dunham.

## Morte
Dafora morì in ospedale ad Harlem, New York, il 4 marzo 1965.